# Cojinete de joya

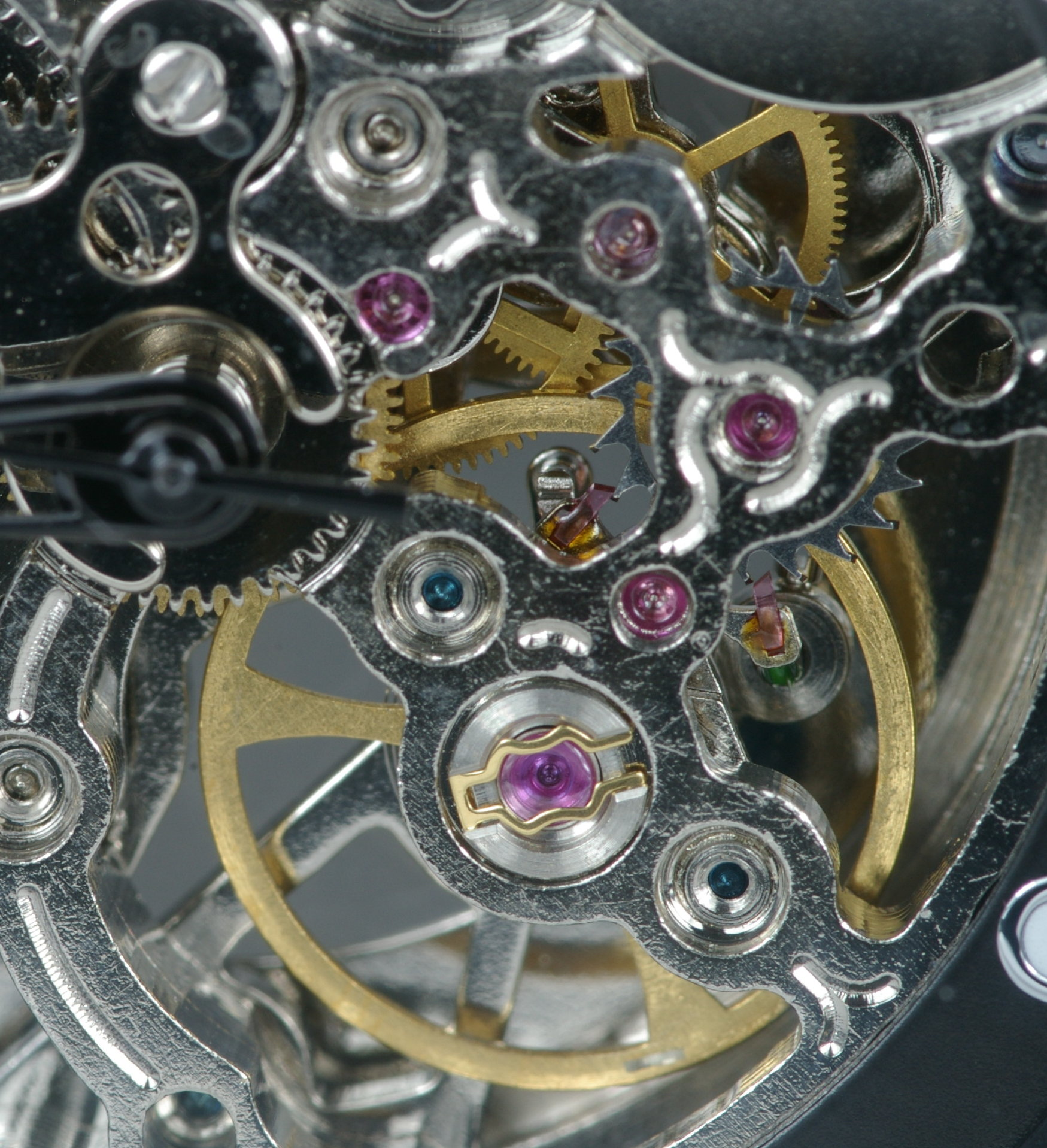
Cojinete de joya utilizado para el volante en un mecanismo de reloj mecánico en este movimiento de reloj

Sección transversal de un conjinete de joya en un reloj mecánico. Este tipo de cojinete en forma de dona (rojo) se llama "joya perforada" y se utiliza para la mayoría de las ruedas comunes del tren de engranajes. Generalmente está hecho de zafiro o rubí sintético y se encaja a presión en un orificio de la placa de soporte del movimiento (gris). La depresión en forma de copa en la parte superior de la joya es la copa de aceite; su finalidad es mantener el aceite lubricante (amarillo) en contacto con el eje del rodamiento por acción capilar.

En las ruedas donde la fricción es crítica, se agrega una "piedra angular" en el extremo para evitar que el hombro del eje se apoye contra la cara de la joya.

Un cojinete de joya (jewel en inglés) es un cojinete liso en el que un husillo de metal gira en un orificio de pivote revestido de una gema. El orificio suele tener la forma de un toroide y es un poco más grande que el diámetro del eje. Las joyas suelen estar hechas del mineral corindón, generalmente zafiro sintético o rubí sintético. Los cojinetes de joya se utilizan en instrumentos de precisión donde la baja fricción, la larga vida útil y la precisión dimensional son importantes. Su mayor uso es en relojes mecánicos.

## Historia
Los cojinetes de joyas fueron inventados en 1704 para su uso en relojes por Nicolas Fatio de Duillier, Peter Debaufre y Jacob Debaufre, quien recibió una patente inglesa por la idea. Originalmente se utilizaban joyas naturales, como el diamante, el zafiro, el rubí y el granate. En 1902, Auguste Verneuil inventó un proceso para fabricar zafiro y rubí sintéticos ( óxido de aluminio cristalino, también conocido como corindón ), lo que hizo que los cojinetes enjoyados fueran mucho más baratos. Hoy en día, la mayoría de los cojinetes enjoyados son rubíes o zafiros sintéticos.
Históricamente, los pivotes de joya se fabricaban a través del pulido con abrasivo de diamante. Los pivotes de joya modernos a menudo se fabrican con láseres de alta potencia, grabado químico y fresado ultrasónico.
Durante la Segunda Guerra Mundial, los cojinetes de joya fueron uno de los productos restringidos por la Junta de Producción de Guerra del gobierno de los Estados Unidos por ser críticos para el esfuerzo de guerra.

## Características
Las ventajas de los cojinetes de joya incluyen alta precisión, tamaño y peso muy pequeños, fricción baja y predecible, buena estabilidad de temperatura y la capacidad de operar sin lubricación y en ambientes corrosivos. Son conocidos por su baja fricción cinética y su fricción estática altamente consistente. El coeficiente de fricción estático del latón sobre acero es 0.35, mientras que el del zafiro sobre acero es 0.10-0.15. Las superficies de zafiro son muy duras y duraderas, con una dureza Mohs de 9 y una dureza Knoop de 1800, y pueden mantener la suavidad durante décadas de uso, lo que reduce la variabilidad de la fricción. Las desventajas incluyen fragilidad y tendencia a ser quebradizo, disponibilidad y aplicabilidad limitadas en tamaños y capacidades de cojinetes medianos y grandes, y variaciones de fricción si la carga no es axial. Al igual que otros cojinetes, la mayoría de los pivotes con joyas utilizan lubricación con aceite para reducir la fricción.

## Usos
El uso predominante de los cojinetes de joya es en relojes mecánicos, donde su baja y predecible fricción mejora la precisión del reloj así como la vida útil del cojinete. Los fabricantes tradicionalmente enumeraban el número de joyas en un lugar destacado en la esfera o el fondo del reloj, como elemento publicitario. Un reloj típico, completamente enjoyado, de solo tiempo tiene 17 joyas: dos joyas de tapa, dos joyas de pivote y una joya de impulso para el volante, dos joyas de pivote y dos joyas de paleta para el áncora de paletas, y dos joyas de pivote cada una de las ruedas escape, cuarta, tercera y central. En los relojes de cuarzo modernos, el cronometrador es un cristal de cuarzo en un circuito electrónico que alimenta un pequeño motor paso a paso . Debido a la pequeña cantidad de torque necesaria para mover las manecillas, casi no hay presión sobre los rodamientos y no hay ganancia real al usar un cojinete de joya, por lo que no se usan en una gran proporción de mecanismos de cuarzo.
El otro uso importante de los cojinetes con joyas es en instrumentos de medición mecánicos sensibles. Por lo general, se utilizan para vínculos delicados que deben soportar fuerzas muy pequeñas, en instrumentos como galvanómetros, brújulas, giroscopios, cardanes, comparadores de cuadrante, calibradores de cuadrante y medidores de flujo de turbina. En tales instrumentos, los cojinetes de joya se utilizan a menudo como pivotes para sus agujas las cuales deben moverse de forma fiable y con baja variabilidad incluso al medir pequeños cambios. Los orificios de los cojinetes suelen ser más pequeños que 1 mm y soportan cargas de menos de 1 gramo, aunque se fabrican hasta 10 mm y puede soportar cargas de hasta aproximadamente 500 gramos. Su uso ha disminuido con la popularización de los instrumentos de medición digitales.